# フォース橋
フォース橋（フォースきょう、Forth Bridge）は、イギリス・スコットランドのエディンバラ近郊のフォース湾に架かる鉄道橋である。全長2530 mのカンチレバートラス橋で1890年に完成した。19世紀、「テイ橋の悲劇」をはじめとして強風による落橋事故が相次いだため非常に強固な橋として設計された。2015年に世界遺産リストに登録された。
1964年には隣に道路橋のフォース道路橋が開通した。鉄道橋のフォース橋は鉄道橋を強調したフォース鉄道橋（フォースてつどうきょう）の名称でも呼ばれている。

## テイ橋の悲劇
19世紀末イギリスの産業は飛躍的に発展し、鉄道網が全国に張り巡らされていった。
トーマス・バウチはスコットランドのテイ湾に架かるテイ橋を設計した人物である。テイ橋は1878年に開通した長さ約3 kmのトラス橋で、バウチはこの功績でナイトの称号を与えられ、当代随一の設計者として知られていた。ところがスコットランドは風が強く、テイ橋は完成した翌年の1879年に強風で崩壊、運悪く通過中の列車がテイ湾に落ち、75名の死亡者を出してしまった。設計段階で風の影響を軽視していたのと、材料が粘りに欠ける鋳鉄だったこと、工事や管理がずさんだったことが指摘された。
バウチ卿はフォース橋の設計も担当していたが責任を問われ、フォース橋の建設は基礎工事に取りかかったところで中止。失意のうちに死去している。

## フォース橋

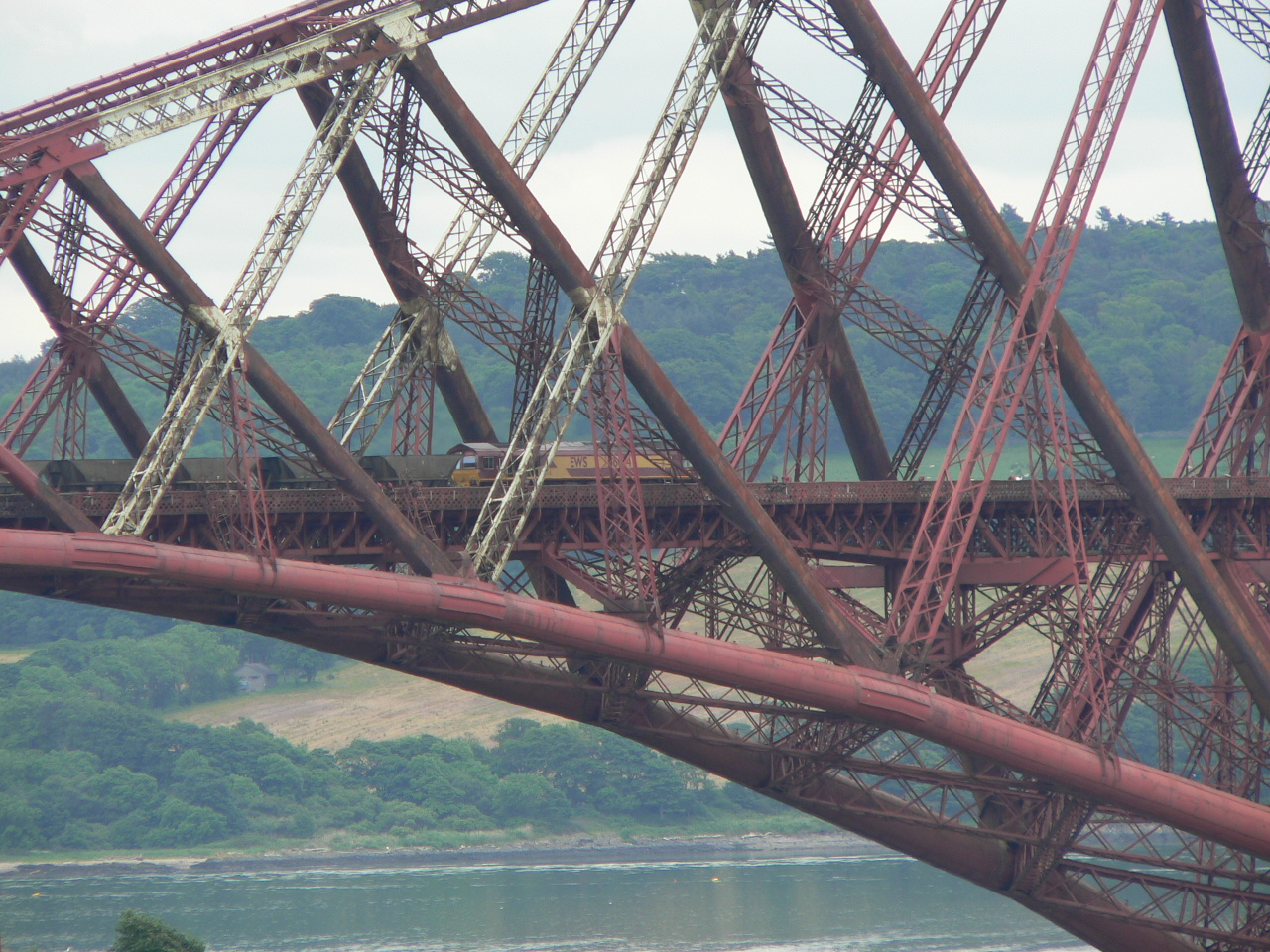
横断中の貨物列車

設計を引き継いだのはジョン・ファウラーとベンジャミン・ベイカーだった。
テイ橋の教訓からフォース橋は強風の影響を考慮して設計されている。橋は3つの菱形をしたカンチレバー（片持ち梁）と、それに挟まれ支えられるガーダー橋、さらに岸から橋本体への取り付け部からなっている。支間（フォース橋の場合は2つのカンチレバーの中心間）の距離は521mで、カナダに同じくカンチレバー橋であるケベック橋が完成するまで世界一の長さであった。3つあるカンチレバーの高さは104m。長さは415m。桁橋の長さは106mで、満潮時の海面からの桁下高さは46mである。
また、材料として鋼鉄を用いている。使用された鋼鉄は51000t以上。また鋼鉄を繋ぎ止めるために800万個のリベットが使用された。その巨大な姿は「鋼鉄の怪物」「鋼の恐竜」と呼ばれ、専属の塗装工が端から塗装を行っていって全部を終えるのに3年かかり、その頃にはまた最初の方は塗装が必要になるという状況であることから、いつまでたっても終わらないことを例えて「フォース橋にペンキを塗る」 "Painting the Forth bridge" という言い回しがある。フォース橋はその頑健な構造と保守が功を奏し、完成後100年以上たった現在でも現役で使用されている。
なお、エディンバラからフォース湾の北部に向かう鉄道路線はこの鉄道橋を通過する路線と湾を渡らずに湾の周囲を周回する2路線があり、同じ区間を走行する列車でも橋を通らない場合があるので観光の際は注意が必要である。

## カンチレバートラス橋

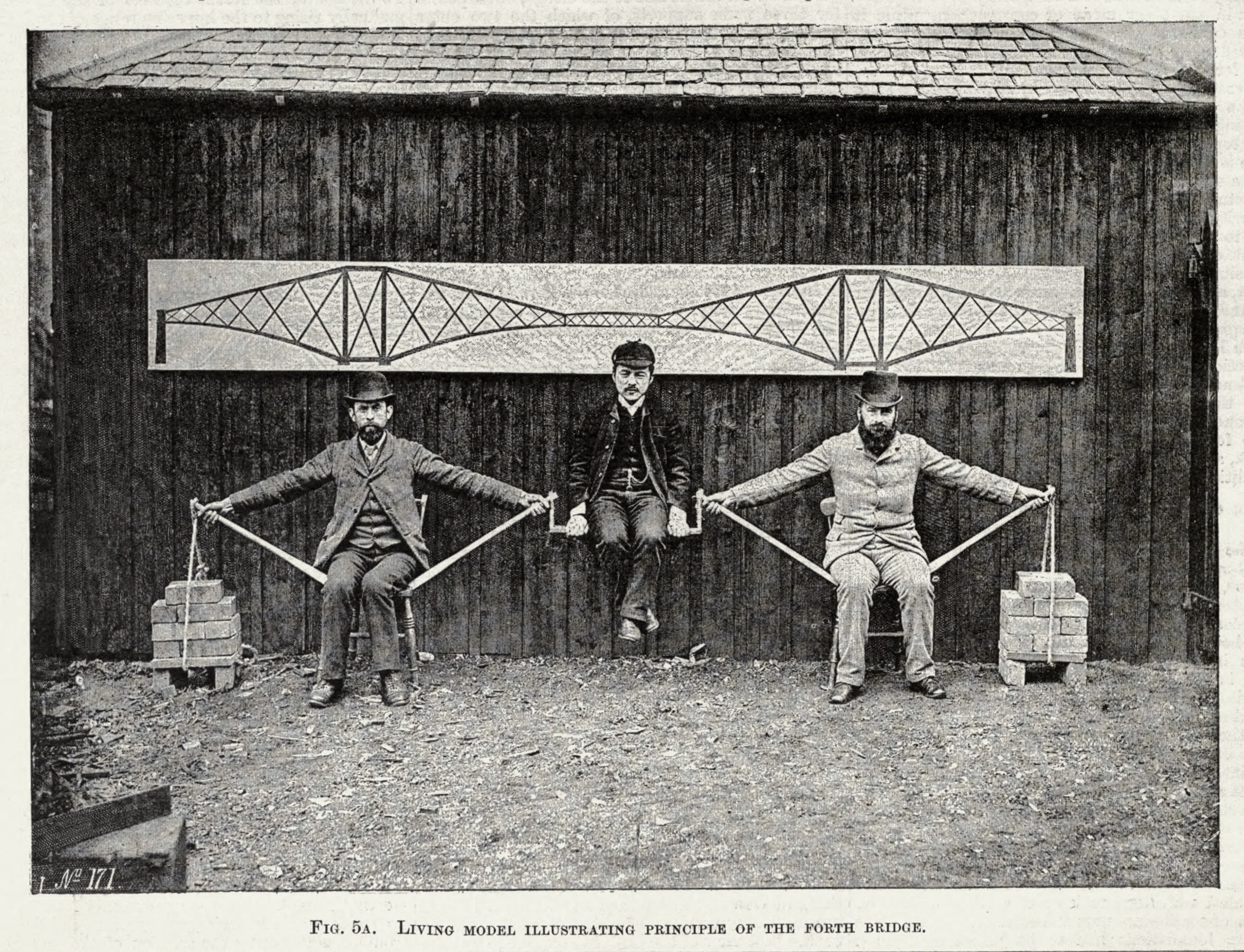
カンチレバー橋の原理・実演
右から、ジョン・ファウラー、渡邊嘉一、ベンジャミン・ベイカー。渡邊はグラスゴー大学留学後にフォース鉄道橋の建築工事に監督係として携わっていた。スコットランドの20ポンド紙幣の図柄の一部にもこの写真が採用されている。

カンチレバートラス橋とはトラス橋の一形式で発明者の名前をとってゲルバートラス橋とも呼ばれる。支間距離が比較的長い橋に用いられる方式である。カンチレバーとは片持ち梁のことである。上述のフォース橋、ケベック橋以外に日本では大阪港の港大橋や東京港の東京ゲートブリッジなどがカンチレバー橋である。
これ以上大きな橋を架けるためには通常吊り橋が利用される。1964年にフォース橋の隣にフォース道路橋が架けられたがこちらは支間距離1006mの吊り橋となっている。

## 世界遺産
フォース鉄道橋は、2015年の第39回世界遺産委員会で世界遺産リストに登録された。

### 登録基準
この世界遺産は世界遺産登録基準のうち、以下の条件を満たし、登録された（以下の基準は世界遺産センター公表の登録基準からの翻訳、引用である）。
- (1) 人類の創造的才能を表現する傑作。
- (4) 人類の歴史上重要な時代を例証する建築様式、建築物群、技術の集積または景観の優れた例。

## 逸話
- アルフレッド・ヒッチコック監督の『三十九夜』(1935年)に登場する。
- ゲームGrand Theft Auto: San Andreasに登場するKincaid橋はこの橋を元にデザインされた。
- ゲームポケットモンスターブラック・ホワイトおよび続編のポケットモンスターブラック・ホワイト2に登場するシリンダーブリッジは、このフォース鉄道橋がモデルとNintendo DREAM 2011年4月号で記載されている。